# Господинов, Живко
Живко Господинов (болг. Живко Господинов; 6 сентября 1957, Владимирово, Добричская область — 4 мая 2015, Варна) — болгарский футболист, игравший на позиции атакующего полузащитника.

## Клубная карьера
Большую часть карьеры провёл в клубе «Спартак» (Варна), сыграв за команду в чемпионате Болгарии (высшем дивизионе) в 155 матчах и забив в них 41 гол, лигой ниже — 151 матч, 60 голов. Всего в высшей лиге провёл 171 матч, забил 46 голов. В составе варненского «Спартака» становился финалистом кубка Болгарии в 1983 году и бронзовым призёром чемпионата 1983/84. Сыграл 4 матча в Кубке обладателей кубков, в том числе 2 — против «Манчестер Юнайтед» в 1/8 финала (1:2, 0:2).
После окончания игровой карьеры работал селекционером и спортивно-техническим директором в варненском «Спартаке».
Умер 4 мая 2015 года от рака после одиннадцатимесячной борьбы с заболеванием и лечения в турецких и болгарских клиниках.

## Карьера в сборной
За сборную Болгарии дебютировал 12 октября 1982 года в товарищеском матче против Румынии (1:2), проходившем в Бухаресте. 16 ноября того же года забил первый гол — в товарищеском матче против Турции в Стамбуле, закончившемся победой болгар — 1:0. Всего в период с 1983 по 1986 год сыграл за сборную 39 матчей, забив 6 голов. Участник финальной части чемпионата мира 1986 года — провёл 3 матча: против Италии и Кореи на групповом этапе, а также в 1/8 финала против Мексики.